# Ален-Фурнье
Але́н-Фурнье́ (фр. Alain-Fournier; псевдоним; настоящее имя Анри Фурнье) (3 октября 1886 — 22 сентября 1914) — французский писатель.

## Биография и творчество
Родился 3 октября 1886 года в городе Ла-Шапель-д’Анжийон. Большую часть детства провел в коммуне Эпинёй-ле-Флёрьель, где его отец преподавал в школе. Получил мировую известность благодаря единственному завершённому роману «Большой Мольн» (фр. Le Grand Meaulnes), написанному в 1913 году. Роман написан в лирической манере, как воспоминания автора о детских годах, о школе, об играх и думах подростков, роман сочетает динамичный сюжет и романтическую интригу с реалистическим изображением французской провинциальной жизни.
Получив известность после издания романа, Ален-Фурнье устроился секретарём состоятельного бизнесмена Клода Казимир-Перье, в соавторстве с которым работал над книгой «Брест, трансатлантический порт» (фр. Brest, port transatlantique). 
Погиб писатель на фронте в начале Первой мировой войны, 22 сентября 1914 года, в лесу Сен-Реми под Верденом, во время первой битвы на Марне. Лейтенант французской армии Анри Фурнье, командир роты 288-го пехотного полка, не вернулся из разведки.
После смерти были изданы его ранние стихи и прозаические миниатюры, составившие книгу «Чудеса» (фр. Miracles, 1924 год), а также несколько томов писем. Фрагменты его незаконченного романа «Коломб Бланше» (фр. Colombe Blanchet) были опубликованы в декабре 1922 года в журнале Nouvelle Revue française.